# Ruta nacional PE-5S
La Longitudinal de la selva sur o Ruta nacional PE-5S es la trayectoria norte del Eje longitudinal Nº PE-5 de Red Vial Nacional del Perú.
Tiene una (01) variante y un (01) ramal conformados por las rutas PE-5S A (ramal) y PE-5S B (Variante).

## Recorrido
Departamentos que recorre:
- Junín
- Cusco
- Madre de Dios

### Trayectoria
Puente Rigther (Empalme con PE-5N) - Perene - Pte Kivinaki - Bajo Pichanaqui - Pte Pichanaqui - Boca de Ipoke - Pte Ipoke - Abra Portillo - Satipo (PE-24A) - Pte La Breña - Mazamari (PE-28C) - Puerto Ocopa - Poyeni - Camisea - Boca Manu - Boca Inambari - Vírgenes del Sol (PE-30C) - Rio Heath (Frontera con Bolivia)

## Longitud
La Marginal de la Selva Sur tiene una longitud de 191.40 km parcialmente asfaltados. Su recorrido se distribuye de la manera siguiente:
- 191.40 km en Junín